# Actia hargreavesi
Actia hargreavesi là một loài ruồi trong họ Tachinidae.